# Polybia gorytoides
Polybia gorytoides är en getingart som beskrevs av Fox 1898. Polybia gorytoides ingår i släktet Polybia och familjen getingar. Utöver nominatformen finns också underarten P. g. sculpturata.